# Marcus C. Lisle

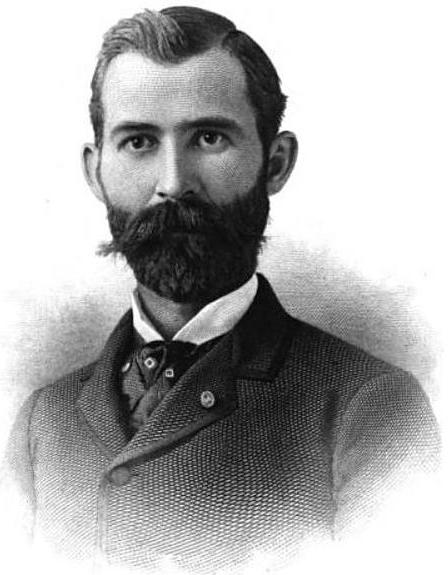
Marcus C. Lisle

Marcus Claiborne Lisle (* 23. September 1862 bei Winchester, Kentucky; † 7. Juli 1894 ebenda) war ein US-amerikanischer Politiker. Zwischen 1893 und 1894 vertrat er den Bundesstaat Kentucky im US-Repräsentantenhaus.

## Werdegang
Marcus Lisle besuchte die öffentlichen Schulen seiner Heimat und studierte danach an der University of Kentucky in Lexington. Nach einem anschließenden Jurastudium an der Columbia University in New York City und seiner Zulassung als Rechtsanwalt begann er ab 1887 in Winchester in diesem Beruf zu arbeiten. Im Jahr 1890 wurde er Bezirksrichter im Clark County.
Politisch war Lisle Mitglied der Demokratischen Partei. Bei den Kongresswahlen des Jahres 1892 wurde er im zehnten Wahlbezirk von Kentucky in das US-Repräsentantenhaus in Washington, D.C. gewählt, wo er am 4. März 1893 die Nachfolge von Joseph M. Kendall antrat. Er konnte sein Mandat aber nur bis zum 7. Juli 1894 ausüben. An diesem Tag starb er in seinem Heimatort Winchester. Sein Mandat fiel nach einer Nachwahl an William M. Beckner.